# یواس‌اس ناکسوبی (ای‌اوجی-۵۶)
یواس‌اس ناکسوبی (ای‌اوجی-۵۶) (به انگلیسی: USS Noxubee (AOG-56)) یک کشتی بود که طول آن ۳۱۰ فوت ۹ اینچ (۹۴٫۷۲ متر) بود. این کشتی در سال ۱۹۴۵ ساخته شد.